# Брати Пате (Московське відділення)
Московське відділення фірми «Брати Пате» — російська філія французької компанії Pathé, яка займалася виробництвом власних і поширенням зарубіжних кінофільмів в Росії.

## Список фільмів
- 1908 — Москва в сніжному оздобленні
- 1909 — Ухар-купець
- 1909 — Вій (не зберігся)
- 1909 — Епізод з життя Дмитра Донського
- 1910 — Петро Великий
- 1910 — Поєдинок
- 1910 — Марфа-Посадніца
- 1910 — Княжна Тараканова
- 1910 — Цигани
- 1911 — Л'Хаім
- 1911 — Анна Кареніна
- 1911 — Роман з контрабасом
- 1911 — Сон в літню ніч
- 1911 — Загублена доля
- 1911 — Ломоносов
- 1912 — Гроза